# Torneo Invierno 1996 Primera División 'A'
Fue el primer torneo corto que abrió la tercera temporada de la Primera División A. El primer torneo corto para el segundo nivel del fútbol mexicano fue ganado por Tigres.

## Sistema de competición
Los 18 equipos participantes se dividen en 2 grupos de 5 equipos y 2 grupos de 4 equipos, juegan todos contra todos a una sola ronda, por lo que cada equipo jugó 16 partidos; al finalizar la temporada regular de 16 partidos califican a la liguilla los 2 primeros lugares de cada grupo y los 4 mejores ubicados en la tabla general califican al repechaje de donde salen los últimos 2 equipos para la Eliminación directa.
- Fase de calificación: es la fase regular de clasificación que se integra por las 16 jornadas del torneo de aquí salen los mejores 8 equipos para la siguiente fase.
- Fase final: se sacarán o calificarán los mejores 8 de la tabla general y se organizarán los cuartos de final con el siguiente orden: 1º vs 8º, 2º vs 7º, 3º vs 6º y 4º vs 5º, siguiendo así con semifinales, y por último la final, todos los partidos de la fase final serán de ida y vuelta.

### Fase de calificación
En la fase de calificación participan los 17 clubes de la primera división A profesional jugando todos contra todos durante las 16 jornadas respectivas, a un solo partido. Se observará el sistema de puntos. La ubicación en la tabla general está sujeta a lo siguiente:
- Por juego ganado se obtendrán tres puntos.
- Por juego empatado se obtendrá un punto.
- Por juego perdido no se otorgan puntos.

El orden de los clubes al final de la Fase de Calificación del torneo corresponderá a la suma de los puntos obtenidos por cada uno de ellos y se presentará en forma descendente. Si al finalizar las 16 jornadas del torneo, dos o más clubes estuviesen empatados en puntos, su posición en la Tabla General será determinada atendiendo a los siguientes criterios de desempate:
1. Mejor diferencia entre los goles anotados y recibidos.
2. Mayor número de goles anotados.
3. Marcadores particulares entre los clubes empatados.
4. Mayor número de goles anotados como visitante.
5. Mejor ubicación en la Tabla General de Cocientes.
6. Tabla Fair Play.
7. Sorteo.

Participan por el título de Campeón de la Primera División 'A' en el Torneo Invierno 1996, automáticamente los primeros 4 lugares de cada grupo sin importar su ubicación en la tabla general calificaran, mas los segundos mejores 4 lugares de cada grupo, si algún segundo lugar se ubicara bajo los primeros 8 lugares de la tabla general accederá a una fase de reclasificación contra un tercer o cuarto lugar ubicado entre los primeros ocho lugares de la tabla general. Tras la fase de reclasificación los equipos clasificados a cuartos de final por el título serán 8; estos se ordenarán según su posición general en la tabla, si alguno más bajo eliminara a uno más alto, los equipos se recorrerán según su lugar obtenido.

### Fase final
- Calificarán los mejores ocho equipos de la tabla general jugando cuartos de final en el siguiente orden de enfrentamiento, que será el mejor contra el peor equipo clasificado:
- 1° vs 8°
- 2° vs 7°
- 3° vs 6°
- 4° vs 5°

- En semifinales participarán los cuatro clubes vencedores de cuartos de final, reubicándolos del uno al cuatro, de acuerdo a su mejor posición en la Tabla General de Clasificación al término de la jornada 17, enfrentándose 1° vs 4° y 2° vs 3°.

- Disputarán el título de Campeón del Torneo Invierno 1996 los dos clubes vencedores de la fase semifinal.

Todos los partidos de esta fase serán en formato de ida y vuelta, eligiendo siempre el club que haya quedado mejor ubicado en la Tabla General de Clasificación el horario de su partido como local.

## Equipos participantes

### Cambios
- Pachuca ascendió a Primera División.
- Tigres UANL descendió desde el máximo circuito.
- Deportivo Tepic descendió a Segunda División.
- Tigrillos de la UANL ascendió desde dicha categoría, por lo que el equipo principal y el filial jugaron en la misma liga durante este año futbolístico.
- Se otorgaron dos plazas de expansión para incrementar esta liga a 18 equipos, las cuales fueron otorgadas a los clubes Real Sociedad de Zacatecas y Atlético Hidalgo.
- En la jornada 4 se desafilió al club Gallos Blancos de Hermosillo por tener adeudos con sus jugadores, por lo que la liga finalmente fue disputada por 17 equipos.

### Equipos por entidad federativa
| Entidad Federativa | N.º | Equipos                              |
| ------------------ | --- | ------------------------------------ |
| Guanajuato         | 2   | Irapuato y San Francisco             |
| Morelos            | 2   | Marte y Zacatepec                    |
| Nuevo León         | 2   | Tigres y Tigrillos                   |
| Tamaulipas         | 2   | Correcaminos y Tampico               |
| Hidalgo            | 2   | Atlético Hidalgo y Cruz Azul Hidalgo |
| Yucatán            | 1   | Venados                              |
| Coahuila           | 1   | Saltillo                             |
| Zacatecas          | 1   | Real Sociedad de Zacatecas           |
| Baja California    | 1   | Tijuana Stars                        |
| Guerrero           | 1   | Acapulco                             |
| San Luis Potosí    | 1   | Real San Luis                        |
| Michoacán          | 1   | La Piedad                            |

### Información sobre equipos participantes
| \| Equipo \| Sede \| Estadio \| Capacidad \| \| -------------------------- \| ------------------------------------ \| ---------------------------- \| --------- \| \| Acapulco \| Acapulco, Guerrero \| Unidad Deportiva Acapulco \| 13,000 \| \| Atlético Hidalgo \| Pachuca, Hidalgo \| Hidalgo \| 30.000 \| \| Cruz Azul Hidalgo \| Ciudad Cooperativa, Hidalgo \| 10 de diciembre \| 10.000 \| \| Correcaminos \| Ciudad Victoria, Tamaulipas \| Marte R. Gómez \| 20.000 \| \| Irapuato \| Irapuato, Guanajuato \| Sergio León Chávez \| 26.000 \| \| La Piedad \| La Piedad, Michoacán \| Juan N. López \| 20.000 \| \| Marte Morelos \| Cuernavaca, Morelos \| Centenario \| 15.800 \| \| Real San Luis \| San Luis Potosí, San Luis Potosí \| Plan de San Luis \| 18.000 \| \| Real Sociedad de Zacatecas \| Zacatecas, Estado de Zacatecas \| Francisco Villa \| 18.000 \| \| San Francisco \| San Francisco del Rincón, Guanajuato \| San Francisco \| 8.000 \| \| Saltillo \| Saltillo, Coahuila \| Olímpico Francisco I. Madero \| 10.000 \| \| Tampico F.C. \| Tampico-Ciudad Madero, Tamaulipas \| Tamaulipas \| 25.000 \| \| Tijuana Stars \| Tijuana, Baja California \| Cerro Colorado \| 12.000 \| \| Tigres \| San Nicolás de los Garza, Nuevo León \| Universitario \| 40.000 \| \| Tigrillos \| San Nicolás de los Garza, Nuevo León \| Universitario \| 40.000 \| \| Venados \| Mérida, Yucatán \| Carlos Iturralde \| 24,000 \| \| Zacatepec \| Zacatepec, Morelos \| Agustín Coruco Díaz \| 18.000 \| |                                      |                              |           |
| Equipo | Sede                                 | Estadio                      | Capacidad |
| Acapulco | Acapulco, Guerrero                   | Unidad Deportiva Acapulco    | 13,000    |
| Atlético Hidalgo | Pachuca, Hidalgo                     | Hidalgo                      | 30.000    |
| Cruz Azul Hidalgo | Ciudad Cooperativa, Hidalgo          | 10 de diciembre              | 10.000    |
| Correcaminos | Ciudad Victoria, Tamaulipas          | Marte R. Gómez               | 20.000    |
| Irapuato | Irapuato, Guanajuato                 | Sergio León Chávez           | 26.000    |
| La Piedad | La Piedad, Michoacán                 | Juan N. López                | 20.000    |
| Marte Morelos | Cuernavaca, Morelos                  | Centenario                   | 15.800    |
| Real San Luis | San Luis Potosí, San Luis Potosí     | Plan de San Luis             | 18.000    |
| Real Sociedad de Zacatecas | Zacatecas, Estado de Zacatecas       | Francisco Villa              | 18.000    |
| San Francisco | San Francisco del Rincón, Guanajuato | San Francisco                | 8.000     |
| Saltillo | Saltillo, Coahuila                   | Olímpico Francisco I. Madero | 10.000    |
| Tampico F.C. | Tampico-Ciudad Madero, Tamaulipas    | Tamaulipas                   | 25.000    |
| Tijuana Stars | Tijuana, Baja California             | Cerro Colorado               | 12.000    |
| Tigres | San Nicolás de los Garza, Nuevo León | Universitario                | 40.000    |
| Tigrillos | San Nicolás de los Garza, Nuevo León | Universitario                | 40.000    |
| Venados | Mérida, Yucatán                      | Carlos Iturralde             | 24,000    |
| Zacatepec | Zacatepec, Morelos                   | Agustín Coruco Díaz          | 18.000    |

## Torneo Regular
| Tigres            | 1-0      | Real San Luis    | Universitario       | 10 de agosto | 15:00     |
| San Francisco     | 0-2      | Venados          | San Francisco       | 10 de agosto | 15:00     |
| Cruz Azul Hidalgo | 0-1      | Marte            | 10 de diciembre     | 10 de agosto | 17:00     |
| Correcaminos      | 3-2      | Acapulco         | Marte R. Gómez      | 10 de agosto | 19:00     |
| Tijuana Stars     | 1-0      | Atlético Hidalgo | Cerro Colorado      | 10 de agosto | 19:00     |
| Zacatepec         | 0-0      | Tampico Madero   | Agustín Coruco Díaz | 11 de agosto | 12:00     |
| Irapuato          | 1-0      | Saltillo         | Sergio León Chávez  | 11 de agosto | 12:00     |
| La Piedad         | 1-1      | RS Zacatecas     | Juan N. López       | 11 de agosto | 15:00     |
| Descansa          | Descansa | Descansa         | Tigrillos           | Tigrillos    | Tigrillos |

| Real San Luis    | 1-0       | Tijuana Stars     | Plan de San Luis          | 16 de agosto   | 17:00          |
| Saltillo         | 1-2       | Zacatepec         | O. Francisco I. Madero    | 17 de agosto   | 17:00          |
| Atlético Hidalgo | 4-1       | Cruz Azul Hidalgo | Hidalgo                   | 17 de agosto   | 19:00          |
| Marte            | 2-2       | Irapuato          | Centenario                | 17 de agosto   | 20:00          |
| Venados          | 1-1       | La Piedad         | Carlos Iturralde          | 17 de agosto   | 20:30          |
| Tigrillos        | 1-2       | San Francisco     | Universitario             | 17 de agosto   | 21:00          |
| RS Zacatecas     | 0-0       | Correcaminos      | Francisco Villa           | 17 de agosto   | 21:00          |
| Acapulco         | 1-2       | Tigres            | Unidad Deportiva Acapulco | 18 de agosto   | 12:00          |
| Descansa:        | Descansa: | Descansa:         | Tampico Madero            | Tampico Madero | Tampico Madero |

| San Francisco     | 4-1       | Tampico Madero   | San Francisco       | 24 de agosto | 15:00    |
| Cruz Azul Hidalgo | 4-2       | Real San Luis    | 10 de diciembre     | 24 de agosto | 16:00    |
| Correcaminos      | 1-0       | Tigres           | Marte R. Gómez      | 24 de agosto | 19:00    |
| Tijuana Stars     | 1-0       | Acapulco         | Cerro Colorado      | 24 de agosto | 20:30    |
| RS Zacatecas      | 1-1       | Venados          | Francisco Villa     | 24 de agosto | 21:00    |
| Irapuato          | 0-1       | Atlético Hidalgo | Sergio León Chávez  | 25 de agosto | 12:00    |
| Zacatepec         | 1-1       | Marte            | Agustín Coruco Díaz | 25 de agosto | 15:00    |
| La Piedad         | 1-1       | Tigrillos        | Juan N. López       | 25 de agosto | 15:00    |
| Descansa:         | Descansa: | Descansa:        | Saltillo            | Saltillo     | Saltillo |

| Tigrillos        | 1-1       | RS Zacatecas      | Universitario             | 30 de agosto    | 20:00 |
| Real San Luis    | 0-0       | Irapuato          | Plan de San Luis          | 30 de agosto    | 20:30 |
| Saltillo         | 1-0       | San Francisco     | O. Francisco I. Madero    | 31 de agosto    | 17:00 |
| Atlético Hidalgo | 4-1       | Zacatepec         | Hidalgo                   | 31 de agosto    | 19:00 |
| Venados          | 0-0       | Correcaminos      | Carlos Iturralde          | 31 de agosto    | 19:00 |
| Tigres           | 5-1       | Tijuana Stars     | Universitario             | 31 de agosto    | 19:00 |
| Tampico Madero   | 1-0       | La Piedad         | Tamaulipas                | 31 de agosto    | 20:30 |
| Acapulco         | 2-2       | Cruz Azul Hidalgo | Unidad Deportiva Acapulco | 1 de septiembre | 12:00 |
| Descansa:        | Descansa: | Descansa:         | Marte                     | Marte           | Marte |

| San Francisco     | 3-0       | Marte          | San Francisco       | 7 de septiembre  | 15:00            |
| Cruz Azul Hidalgo | 1-2       | Tigres         | 10 de diciembre     | 7 de septiembre  | 17:00            |
| Irapuato          | 1-0       | Acapulco       | Sergio León Chávez  | 7 de septiembre  | 20:30            |
| Venados           | 1-0       | Tigrillos      | Carlos Iturralde    | 7 de septiembre  | 20:30            |
| Correcaminos      | 2-0       | Tijuana Stars  | Marte R. Gómez      | 7 de septiembre  | 20:30            |
| RS Zacatecas      | 1-3       | Tampico Madero | Francisco Villa     | 7 de septiembre  | 21:00            |
| La Piedad         | 1-1       | Saltillo       | Juan N. López       | 8 de septiembre  | 15:00            |
| Zacatepec         | 0-1       | Real San Luis  | Agustín Coruco Díaz | 8 de septiembre  | 15:00            |
| Descansa:         | Descansa: | Descansa:      | Atlético Hidalgo    | Atlético Hidalgo | Atlético Hidalgo |

| Tigrillos        | 5-1      | Correcaminos      | Universitario             | 13 de septiembre | 20:00         |
| Saltillo         | 3-2      | RS Zacatecas      | O. Francisco I. Madero    | 14 de septiembre | 17:00         |
| Marte            | 3-1      | La Piedad         | Centenario                | 14 de septiembre | 17:00         |
| Tigres           | 1-0      | Irapuato          | Universitario             | 14 de septiembre | 17:00         |
| Atlético Hidalgo | 1-0      | San Francisco     | Hidalgo                   | 14 de septiembre | 19:00         |
| Tampico Madero   | 1-0      | Venados           | Tamaulipas                | 14 de septiembre | 20:30         |
| Acapulco         | 2-0      | Zacatepec         | Unidad Deportiva Acapulco | 15 de septiembre | 12:00         |
| Tijuana Stars    | 0-0      | Cruz Azul Hidalgo | Cerro Colorado            | 15 de septiembre | 15:00         |
| Descansa         | Descansa | Descansa          | Real San Luis             | Real San Luis    | Real San Luis |

| San Francisco | 4-6       | Real San Luis     | San Francisco       | 21 de septiembre | 15:00    |
| Venados       | 2-0       | Saltillo          | Carlos Iturralde    | 21 de septiembre | 20:30    |
| Correcaminos  | 2-1       | Cruz Azul Hidalgo | Marte R. Gómez      | 21 de septiembre | 20:30    |
| Tigrillos     | 1-2       | Tampico Madero    | Universitario       | 21 de septiembre | 21:00    |
| RS Zacatecas  | 1-1       | Marte             | Francisco Villa     | 21 de septiembre | 21:00    |
| Irapuato      | 1-0       | Tijuana Stars     | Sergio León Chávez  | 22 de septiembre | 12:00    |
| Zacatepec     | 3-2       | Tigres            | Agustín Coruco Díaz | 22 de septiembre | 15:00    |
| La Piedad     | 0-1       | Atlético Hidalgo  | Juan N. López       | 22 de septiembre | 15:00    |
| Descansa:     | Descansa: | Descansa:         | Acapulco            | Acapulco         | Acapulco |

| Real San Luis     | 2-1      | La Piedad     | Plan de San Luis          | 27 de septiembre | 20:30  |
| Saltillo          | 2-1      | Tigrillos     | O. Francisco I. Madero    | 28 de septiembre | 17:00  |
| Cruz Azul Hidalgo | 3-1      | Irapuato      | 10 de diciembre           | 28 de septiembre | 17:00  |
| Atlético Hidalgo  | 0-1      | RS Zacatecas  | Hidalgo                   | 28 de septiembre | 19:00  |
| Marte             | 1-2      | Venados       | Centenario                | 28 de septiembre | 20:00  |
| Tampico Madero    | 1-0      | Correcaminos  | Tamaulipas                | 28 de septiembre | 20:30  |
| Acapulco          | 3-2      | San Francisco | Unidad Deportiva Acapulco | 29 de septiembre | 12:00  |
| Tijuana Stars     | 1-0      | Zacatepec     | Cerro Colorado            | 29 de septiembre | 15:00  |
| Descansa          | Descansa | Descansa      | Tigres                    | Tigres           | Tigres |

| San Francisco  | 1-2       | Tigres            | San Francisco       | 5 de octubre  | 15:00         |
| Venados        | 0-0       | Atlético Hidalgo  | Carlos Iturralde    | 5 de octubre  | 20:30         |
| Tampico Madero | 0-0       | Saltillo          | Tamaulipas          | 5 de octubre  | 20:30         |
| Correcaminos   | 1-1       | Irapuato          | Marte R. Gómez      | 5 de octubre  | 20:30         |
| Tigrillos      | 1-0       | Marte             | Universitario       | 5 de octubre  | 21:00         |
| RS Zacatecas   | 1-1       | Real San Luis     | Francisco Villa     | 5 de octubre  | 21:00         |
| Zacatepec      | 0-0       | Cruz Azul Hidalgo | Agustín Coruco Díaz | 6 de octubre  | 15:00         |
| La Piedad      | 4-0       | Acapulco          | Juan N. López       | 6 de octubre  | 15:00         |
| Descansa:      | Descansa: | Descansa:         | Tijuana Stars       | Tijuana Stars | Tijuana Stars |

| Real San Luis    | 4-1       | Venados        | Plan de San Luis          | 11 de octubre     | 20:30             |
| Saltillo         | 1-1       | Correcaminos   | O. Francisco I. Madero    | 12 de octubre     | 17:00             |
| Tigres           | 4-0       | La Piedad      | Universitario             | 12 de octubre     | 19:00             |
| Atlético Hidalgo | 2-0       | Tigrillos      | Hidalgo                   | 12 de octubre     | 19:00             |
| Marte            | 2-0       | Tampico Madero | Centenario                | 12 de octubre     | 20:00             |
| Acapulco         | 1-4       | RS Zacatecas   | Unidad Deportiva Acapulco | 13 de octubre     | 12:00             |
| Irapuato         | 0-1       | Zacatepec      | Sergio León Chávez        | 13 de octubre     | 12:00             |
| Tijuana Stars    | 2-1       | San Francisco  | Cerro Colorado            | 13 de octubre     | 15:00             |
| Descansa:        | Descansa: | Descansa:      | Cruz Azul Hidalgo         | Cruz Azul Hidalgo | Cruz Azul Hidalgo |

| San Francisco  | 1-0       | Cruz Azul Hidalgo | San Francisco          | 19 de octubre | 15:00    |
| Saltillo       | 0-0       | Marte             | O. Francisco I. Madero | 19 de octubre | 17:00    |
| Tampico Madero | 1-0       | Atlético Hidalgo  | Tamaulipas             | 19 de octubre | 20:30    |
| Correcaminos   | 3-4       | Zacatepec         | Marte R. Gómez         | 19 de octubre | 20:30    |
| Venados        | 0-1       | Acapulco          | Carlos Iturralde       | 19 de octubre | 20:30    |
| RS Zacatecas   | 1-1       | Tigres            | Francisco Villa        | 19 de octubre | 21:00    |
| Tigrillos      | 4-1       | Real San Luis     | Universitario          | 19 de octubre | 21:00    |
| La Piedad      | 3-2       | Tijuana Stars     | Juan N. López          | 20 de octubre | 15:00    |
| Descansa:      | Descansa: | Descansa:         | Irapuato               | Irapuato      | Irapuato |

| Real San Luis     | 2-2       | Tampico Madero | Plan de San Luis          | 25 de octubre | 20:30     |
| Cruz Azul Hidalgo | 3-0       | La Piedad      | 10 de diciembre           | 26 de octubre | 17:00     |
| Atlético Hidalgo  | 1-1       | Saltillo       | Hidalgo                   | 26 de octubre | 19:00     |
| Tigres            | 2-0       | Venados        | Universitario             | 26 de octubre | 19:00     |
| Marte             | 1-1       | Correcaminos   | Centenario                | 26 de octubre | 20:00     |
| Acapulco          | 1-0       | Tigrillos      | Unidad Deportiva Acapulco | 27 de octubre | 12:00     |
| Irapuato          | 2-1       | San Francisco  | Sergio León Chávez        | 27 de octubre | 12:00     |
| Tijuana Stars     | 1-2       | RS Zacatecas   | Cerro Colorado            | 27 de octubre | 15:00     |
| Descansa:         | Descansa: | Descansa:      | Zacatepec                 | Zacatepec     | Zacatepec |

| San Francisco  | 0-0       | Zacatepec         | San Francisco          | 2 de noviembre | 15:00        |
| Saltillo       | 5-0       | Real San Luis     | O. Francisco I. Madero | 2 de noviembre | 17:00        |
| Marte          | 5-1       | Atlético Hidalgo  | Centenario             | 2 de noviembre | 20:00        |
| Venados        | 2-1       | Tijuana Stars     | Carlos Iturralde       | 2 de noviembre | 20:30        |
| Tampico Madero | 1-0       | Acapulco          | Tamaulipas             | 2 de noviembre | 20:30        |
| RS Zacatecas   | 2-1       | Cruz Azul Hidalgo | Francisco Villa        | 2 de noviembre | 21:00        |
| Tigrillos      | 1-2       | Tigres            | Universitario          | 2 de noviembre | 21:00        |
| La Piedad      | 1-0       | Irapuato          | Juan N. López          | 3 de noviembre | 15:00        |
| Descansa:      | Descansa: | Descansa:         | Correcaminos           | Correcaminos   | Correcaminos |

| Real San Luis     | 1-0      | Marte          | Plan de San Luis          | 8 de noviembre  | 20:30         |
| Cruz Azul Hidalgo | 2-0      | Venados        | 10 de diciembre           | 9 de noviembre  | 16:00         |
| Atlético Hidalgo  | 1-2      | Correcaminos   | Hidalgo                   | 9 de noviembre  | 19:00         |
| Tigres            | 2-0      | Tampico Madero | Tamaulipas                | 9 de noviembre  | 19:00         |
| Acapulco          | 1-1      | Saltillo       | Unidad Deportiva Acapulco | 10 de noviembre | 12:00         |
| Irapuato          | 2-0      | RS Zacatecas   | Sergio León Chávez        | 10 de noviembre | 12:00         |
| Zacatepec         | 0-1      | La Piedad      | Agustín Coruco Díaz       | 10 de noviembre | 15:00         |
| Tijuana Stars     | 1-1      | Tigrillos      | Cerro Colorado            | 10 de noviembre | 15:00         |
| Descansa          | Descansa | Descansa       | San Francisco             | San Francisco   | San Francisco |

| Saltillo         | 0-1       | Tigres            | O. Francisco I. Madero | 16 de noviembre | 17:00     |
| Atlético Hidalgo | 4-1       | Real San Luis     | Hidalgo                | 16 de noviembre | 19:00     |
| Marte            | 1-0       | Acapulco          | Centenario             | 16 de noviembre | 20:00     |
| Venados          | 0-1       | Irapuato          | Carlos Iturralde       | 16 de noviembre | 20:30     |
| Correcaminos     | 1-0       | San Francisco     | Marte R. Gómez         | 16 de noviembre | 20:30     |
| RS Zacatecas     | 3-0       | Zacatepec         | Francisco Villa        | 16 de noviembre | 21:00     |
| Tigrillos        | 1-1       | Cruz Azul Hidalgo | Universitario          | 17 de noviembre | 12:00     |
| Tampico Madero   | 2-2       | Tijuana Stars     | Tamaulipas             | 17 de noviembre | 15:30     |
| Descansa:        | Descansa: | Descansa:         | La Piedad              | La Piedad       | La Piedad |

| Acapulco          | 1-1       | Atlético Hidalgo | Unidad Deportiva Acapulco | 20 de noviembre | 12:00        |
| San Francisco     | 1-1       | La Piedad        | San Francisco             | 20 de noviembre | 15:00        |
| Zacatepec         | 1-1       | Venados          | Agustín Coruco Díaz       | 20 de noviembre | 15:00        |
| Tijuana Stars     | 2-3       | Saltillo         | Cerro Colorado            | 20 de noviembre | 15:00        |
| Cruz Azul Hidalgo | 2-1       | Tampico Madero   | 10 de diciembre           | 20 de noviembre | 16:00        |
| Irapuato          | 2-1       | Tigrillos        | Sergio León Chávez        | 20 de noviembre | 16:00        |
| Tigres            | 2-3       | Marte            | Universitario             | 20 de noviembre | 19:00        |
| Correcaminos      | 2-0       | Real San Luis    | Marte R. Gómez            | 20 de noviembre | 20:30        |
| Descansa:         | Descansa: | Descansa:        | RS Zacatecas              | RS Zacatecas    | RS Zacatecas |

| Real San Luis    | 4-2       | Acapulco          | Plan de San Luis       | 22 de noviembre | 20:30   |
| Saltillo         | 1-0       | Cruz Azul Hidalgo | O. Francisco I. Madero | 23 de noviembre | 17:00   |
| Atlético Hidalgo | 0-0       | Tigres            | Hidalgo                | 23 de noviembre | 19:00   |
| Marte            | 3-1       | Tijuana Stars     | Centenario             | 23 de noviembre | 20:00   |
| Tampico Madero   | 1-2       | Irapuato          | Tamaulipas             | 23 de noviembre | 20:30   |
| Tigrillos        | 2-1       | Zacatepec         | Universitario          | 23 de noviembre | 21:00   |
| RS Zacatecas     | 3-0       | San Francisco     | Francisco Villa        | 23 de noviembre | 21:00   |
| La Piedad        | 4-1       | Correcaminos      | Juan N. López          | 24 de noviembre | 15:00   |
| Descansa:        | Descansa: | Descansa:         | Venados                | Venados         | Venados |

## Grupos

### Grupo 1
| Pos. | Equipo           | Pts. | PJ | G  | E | P | GF | GC | Dif. | Clasificación                   |
| ---- | ---------------- | ---- | -- | -- | - | - | -- | -- | ---- | ------------------------------- |
| 1    | Tigres UANL (C)  | 35   | 16 | 11 | 2 | 3 | 29 | 13 | +16  | Cuartos de final de la liguilla |
| 2    | Correcaminos UAT | 26   | 16 | 7  | 5 | 4 | 21 | 21 | 0    | Cuartos de final de la liguilla |
| 3    | RS de Zacatecas  | 25   | 16 | 6  | 7 | 3 | 24 | 17 | +7   | Reclasificación a liguilla      |
| 4    | Real San Luis    | 24   | 16 | 7  | 3 | 6 | 26 | 31 | −5   |                                 |
| 5    | Tigrillos        | 16   | 16 | 4  | 4 | 8 | 21 | 21 | 0    |                                 |

 Fuente: [cita requerida]

### Grupo 2
| Pos. | Equipo        | Pts. | PJ | G | E | P | GF | GC | Dif. | Clasificación                   |
| ---- | ------------- | ---- | -- | - | - | - | -- | -- | ---- | ------------------------------- |
| 1    | Tampico       | 25   | 16 | 7 | 4 | 5 | 16 | 18 | −2   | Cuartos de final de la liguilla |
| 2    | La Piedad     | 20   | 16 | 5 | 5 | 6 | 20 | 22 | −2   | Reclasificación a liguilla      |
| 3    | Yucatán       | 20   | 16 | 5 | 5 | 6 | 13 | 16 | −3   |                                 |
| 4    | Tijuana Stars | 15   | 16 | 4 | 3 | 9 | 16 | 26 | −10  |                                 |

 Fuente: [cita requerida]

### Grupo 3
| Pos. | Equipo                 | Pts. | PJ | G | E | P  | GF | GC | Dif. | Clasificación                   |
| ---- | ---------------------- | ---- | -- | - | - | -- | -- | -- | ---- | ------------------------------- |
| 1    | Marte Morelos          | 26   | 16 | 7 | 5 | 4  | 24 | 17 | +7   | Cuartos de final de la liguilla |
| 2    | Atlético Hidalgo       | 25   | 16 | 7 | 4 | 5  | 21 | 15 | +6   | Cuartos de final de la liguilla |
| 3    | Acapulco               | 15   | 16 | 4 | 3 | 9  | 17 | 27 | −10  |                                 |
| 4    | Atlético San Francisco | 14   | 16 | 4 | 2 | 10 | 10 | 19 | −9   |                                 |

 Fuente: [cita requerida]

### Grupo 4
| Pos. | Equipo            | Pts. | PJ | G | E | P | GF | GC | Dif. | Clasificación                   |
| ---- | ----------------- | ---- | -- | - | - | - | -- | -- | ---- | ------------------------------- |
| 1    | Irapuato          | 27   | 16 | 8 | 3 | 5 | 16 | 13 | +3   | Cuartos de final de la liguilla |
| 2    | Saltillo Soccer   | 24   | 16 | 6 | 6 | 4 | 20 | 15 | +5   | Cuartos de final de la liguilla |
| 3    | Cruz Azul Hidalgo | 19   | 16 | 5 | 4 | 7 | 21 | 20 | +1   |                                 |
| 4    | Zacatepec         | 17   | 16 | 4 | 5 | 7 | 14 | 22 | −8   |                                 |

 Fuente: [cita requerida]

## Tabla General
| Pos. | Equipo                 | Pts. | PJ | G  | E | P  | GF | GC | Dif. | Clasificación                   |
| ---- | ---------------------- | ---- | -- | -- | - | -- | -- | -- | ---- | ------------------------------- |
| 1    | Tigres UANL (C)        | 35   | 16 | 11 | 2 | 3  | 29 | 13 | +16  | Cuartos de final de la liguilla |
| 2    | Irapuato               | 27   | 16 | 8  | 3 | 5  | 16 | 13 | +3   | Cuartos de final de la liguilla |
| 3    | Marte Morelos          | 26   | 16 | 7  | 5 | 4  | 24 | 17 | +7   | Cuartos de final de la liguilla |
| 4    | Correcaminos UAT       | 26   | 16 | 7  | 5 | 4  | 21 | 21 | 0    | Cuartos de final de la liguilla |
| 5    | RS de Zacatecas        | 25   | 16 | 6  | 7 | 3  | 24 | 17 | +7   | Reclasificación a liguilla      |
| 6    | Atlético Hidalgo       | 25   | 16 | 7  | 4 | 5  | 21 | 15 | +6   | Cuartos de final de la liguilla |
| 7    | Tampico                | 25   | 16 | 7  | 4 | 5  | 16 | 18 | −2   | Cuartos de final de la liguilla |
| 8    | Saltillo Soccer        | 24   | 16 | 6  | 6 | 4  | 20 | 15 | +5   | Cuartos de final de la liguilla |
| 9    | San Luis               | 24   | 16 | 7  | 3 | 6  | 26 | 31 | −5   |                                 |
| 10   | La Piedad              | 20   | 16 | 5  | 5 | 6  | 20 | 22 | −2   | Reclasificación a liguilla      |
| 11   | Yucatán                | 20   | 16 | 5  | 5 | 6  | 13 | 16 | −3   |                                 |
| 12   | Cruz Azul Hidalgo      | 19   | 16 | 5  | 4 | 7  | 21 | 20 | +1   |                                 |
| 13   | Zacatepec              | 17   | 16 | 4  | 5 | 7  | 14 | 22 | −8   |                                 |
| 14   | Tigrillos              | 16   | 16 | 4  | 4 | 8  | 21 | 21 | 0    |                                 |
| 15   | Acapulco               | 15   | 16 | 4  | 3 | 9  | 17 | 27 | −10  |                                 |
| 16   | Tijuana Stars          | 15   | 16 | 4  | 3 | 9  | 16 | 26 | −10  |                                 |
| 17   | Atlético San Francisco | 14   | 16 | 4  | 2 | 10 | 10 | 19 | −9   |                                 |

 Fuente: [cita requerida]

## Goleadores
| Pos. | Jugador       | Equipo                     | Goles |
| ---- | ------------- | -------------------------- | ----- |
| 1    | Nílson Esidio | Tigres                     | 12    |
| 2    | Ángel Lemus   | Irapuato                   | 10    |
| 3    | Juan Zandoná  | Real Sociedad de Zacatecas | 9     |

## Recalificación
| 27 de noviembre de 1996, 15:00                  | La Piedad                                     | 2:1 | Real Sociedad de Zacatecas   | Estadio Juan Nepomuceno López, La Piedad, Michoacán |  |
|                                                 | Rafael Vázquez 60' · Gustavo Godoy 88' (Pen.) |     | José Francisco Rodríguez 38' |                                                     |  |
| Jesús Osorio de Zacatecas fallo un penal al 89' |                                               |     |                              |                                                     |  |

| 30 de noviembre de 1996, 15:00 | Real Sociedad de Zacatecas                                             | 6:0 | La Piedad | Estadio Francisco Villa, Zacatecas |  |
|                                | Zandoná 12' 47' 81' · Hugo Ortiz 32' 73' · Gustavo Martínez 83' (Pen.) |     |           |                                    |  |

## Liguilla
|  | Reclasificación                                                | Reclasificación                                                | Reclasificación                                                | Reclasificación                                                | Reclasificación                                                |   |   | Cuartos de final                                                     | Cuartos de final                                                     | Cuartos de final                                                     | Cuartos de final                                                     | Cuartos de final                                                     |    |   | Semifinales                                                         | Semifinales                                                         | Semifinales                                                         | Semifinales                                                         | Semifinales                                                         |   |  | Final                                                          | Final                                                          | Final                                                          | Final                                                          | Final                                                          |  |
|  | 27 de noviembre de 1996 (ida) 30 de noviembre de 1996 (vuelta) | 27 de noviembre de 1996 (ida) 30 de noviembre de 1996 (vuelta) | 27 de noviembre de 1996 (ida) 30 de noviembre de 1996 (vuelta) | 27 de noviembre de 1996 (ida) 30 de noviembre de 1996 (vuelta) | 27 de noviembre de 1996 (ida) 30 de noviembre de 1996 (vuelta) |   |   | 3 y 4 de diciembre de 1996 (ida) 7 y 8 de diciembre de 1996 (vuelta) | 3 y 4 de diciembre de 1996 (ida) 7 y 8 de diciembre de 1996 (vuelta) | 3 y 4 de diciembre de 1996 (ida) 7 y 8 de diciembre de 1996 (vuelta) | 3 y 4 de diciembre de 1996 (ida) 7 y 8 de diciembre de 1996 (vuelta) | 3 y 4 de diciembre de 1996 (ida) 7 y 8 de diciembre de 1996 (vuelta) |    |   | 11 y 12 de diciembre de 1996 (ida) 15 de diciembre de 1996 (vuelta) | 11 y 12 de diciembre de 1996 (ida) 15 de diciembre de 1996 (vuelta) | 11 y 12 de diciembre de 1996 (ida) 15 de diciembre de 1996 (vuelta) | 11 y 12 de diciembre de 1996 (ida) 15 de diciembre de 1996 (vuelta) | 11 y 12 de diciembre de 1996 (ida) 15 de diciembre de 1996 (vuelta) |   |  | 18 de diciembre de 1996 (ida) 21 de diciembre de 1996 (vuelta) | 18 de diciembre de 1996 (ida) 21 de diciembre de 1996 (vuelta) | 18 de diciembre de 1996 (ida) 21 de diciembre de 1996 (vuelta) | 18 de diciembre de 1996 (ida) 21 de diciembre de 1996 (vuelta) | 18 de diciembre de 1996 (ida) 21 de diciembre de 1996 (vuelta) |  |
|  |                                                                |                                                                |                                                                |                                                                |                                                                |   |   |                                                                      |                                                                      |                                                                      |                                                                      |                                                                      |    |   |                                                                     |                                                                     |                                                                     |                                                                     |                                                                     |   |  |                                                                |                                                                |                                                                |                                                                |                                                                |  |
|  |                                                                |                                                                |                                                                |                                                                |                                                                |   |   |                                                                      |                                                                      |                                                                      |                                                                      |                                                                      |    |   |                                                                     |                                                                     |                                                                     |                                                                     |                                                                     |   |  |                                                                |                                                                |                                                                |                                                                |                                                                |  |
|  |                                                                |                                                                |                                                                |                                                                |                                                                |   |   |                                                                      |                                                                      |                                                                      |                                                                      |                                                                      |    |   |                                                                     |                                                                     |                                                                     |                                                                     |                                                                     |   |  |                                                                |                                                                |                                                                |                                                                |                                                                |  |
|  |                                                                |                                                                |                                                                |                                                                |                                                                |   |   |                                                                      |                                                                      |                                                                      |                                                                      |                                                                      |    |   |                                                                     |                                                                     |                                                                     |                                                                     |                                                                     |   |  |                                                                |                                                                |                                                                |                                                                |                                                                |  |
|  |                                                                |                                                                |                                                                |                                                                |                                                                |   |   |                                                                      |                                                                      |                                                                      |                                                                      |                                                                      |    |   |                                                                     |                                                                     |                                                                     |                                                                     |                                                                     |   |  |                                                                |                                                                |                                                                |                                                                |                                                                |  |
|  |                                                                | 1                                                              | Tigres UANL (*)                                                | 1                                                              | 1                                                              | 2 |   |                                                                      |                                                                      |                                                                      |                                                                      |                                                                      |    |   |                                                                     |                                                                     |                                                                     |                                                                     |                                                                     |   |  |                                                                |                                                                |                                                                |                                                                |                                                                |  |
|  |                                                                |                                                                |                                                                |                                                                |                                                                | 2 |   |                                                                      |                                                                      |                                                                      |                                                                      |                                                                      |    |   |                                                                     |                                                                     |                                                                     |                                                                     |                                                                     |   |  |                                                                |                                                                |                                                                |                                                                |                                                                |  |
|  |                                                                |                                                                | 8                                                              | Saltillo Soccer                                                | 1                                                              | 1 | 2 |                                                                      |                                                                      |                                                                      |                                                                      |                                                                      |    |   |                                                                     |                                                                     |                                                                     |                                                                     |                                                                     |   |  |                                                                |                                                                |                                                                |                                                                |                                                                |  |
|  |                                                                |                                                                | 8                                                              | Saltillo Soccer                                                | 1                                                              | 1 | 2 |                                                                      |                                                                      |                                                                      |                                                                      |                                                                      |    |   |                                                                     |                                                                     |                                                                     |                                                                     |                                                                     |   |  |                                                                |                                                                |                                                                |                                                                |                                                                |  |
|  |                                                                |                                                                |                                                                |                                                                |                                                                |   |   |                                                                      |                                                                      |                                                                      |                                                                      |                                                                      |    |   |                                                                     |                                                                     |                                                                     |                                                                     |                                                                     |   |  |                                                                |                                                                |                                                                |                                                                |                                                                |  |
|  |                                                                |                                                                |                                                                |                                                                |                                                                |   |   |                                                                      |                                                                      |                                                                      |                                                                      |                                                                      |    |   |                                                                     |                                                                     |                                                                     |                                                                     |                                                                     |   |  |                                                                |                                                                |                                                                |                                                                |                                                                |  |
|  |                                                                |                                                                |                                                                |                                                                |                                                                |   |   |                                                                      | 1                                                                    | Tigres UANL                                                          | 2                                                                    | 8                                                                    | 10 |   |                                                                     |                                                                     |                                                                     |                                                                     |                                                                     |   |  |                                                                |                                                                |                                                                |                                                                |                                                                |  |
|  |                                                                |                                                                |                                                                |                                                                |                                                                |   |   |                                                                      |                                                                      |                                                                      |                                                                      |                                                                      | 10 |   |                                                                     |                                                                     |                                                                     |                                                                     |                                                                     |   |  |                                                                |                                                                |                                                                |                                                                |                                                                |  |
|  |                                                                |                                                                | 7                                                              | Tampico Madero                                                 | 1                                                              | 0 | 1 |                                                                      |                                                                      |                                                                      |                                                                      |                                                                      |    |   |                                                                     |                                                                     |                                                                     |                                                                     |                                                                     |   |  |                                                                |                                                                |                                                                |                                                                |                                                                |  |
|  |                                                                |                                                                | 7                                                              | Tampico Madero                                                 | 1                                                              | 0 | 1 |                                                                      |                                                                      |                                                                      |                                                                      |                                                                      |    |   |                                                                     |                                                                     |                                                                     |                                                                     |                                                                     |   |  |                                                                |                                                                |                                                                |                                                                |                                                                |  |
|  |                                                                |                                                                |                                                                |                                                                |                                                                |   |   |                                                                      |                                                                      |                                                                      |                                                                      |                                                                      |    |   |                                                                     |                                                                     |                                                                     |                                                                     |                                                                     |   |  |                                                                |                                                                |                                                                |                                                                |                                                                |  |
|  |                                                                |                                                                |                                                                |                                                                |                                                                |   |   |                                                                      |                                                                      |                                                                      |                                                                      |                                                                      |    |   |                                                                     |                                                                     |                                                                     |                                                                     |                                                                     |   |  |                                                                |                                                                |                                                                |                                                                |                                                                |  |
|  |                                                                | 2                                                              | Irapuato                                                       | 1                                                              | 0                                                              | 1 |   |                                                                      |                                                                      |                                                                      |                                                                      |                                                                      |    |   |                                                                     |                                                                     |                                                                     |                                                                     |                                                                     |   |  |                                                                |                                                                |                                                                |                                                                |                                                                |  |
|  |                                                                |                                                                |                                                                |                                                                |                                                                | 1 |   |                                                                      |                                                                      |                                                                      |                                                                      |                                                                      |    |   |                                                                     |                                                                     |                                                                     |                                                                     |                                                                     |   |  |                                                                |                                                                |                                                                |                                                                |                                                                |  |
|  |                                                                |                                                                | 7                                                              | Tampico Madero                                                 | 3                                                              | 0 | 3 |                                                                      |                                                                      |                                                                      |                                                                      |                                                                      |    |   |                                                                     |                                                                     |                                                                     |                                                                     |                                                                     |   |  |                                                                |                                                                |                                                                |                                                                |                                                                |  |
|  |                                                                |                                                                | 7                                                              | Tampico Madero                                                 | 3                                                              | 0 | 3 |                                                                      |                                                                      |                                                                      |                                                                      |                                                                      |    |   |                                                                     |                                                                     |                                                                     |                                                                     |                                                                     |   |  |                                                                |                                                                |                                                                |                                                                |                                                                |  |
|  |                                                                |                                                                |                                                                |                                                                |                                                                |   |   |                                                                      |                                                                      |                                                                      |                                                                      |                                                                      |    |   |                                                                     |                                                                     |                                                                     |                                                                     |                                                                     |   |  |                                                                |                                                                |                                                                |                                                                |                                                                |  |
|  |                                                                |                                                                |                                                                |                                                                |                                                                |   |   |                                                                      |                                                                      |                                                                      |                                                                      |                                                                      |    |   |                                                                     |                                                                     |                                                                     |                                                                     |                                                                     |   |  |                                                                |                                                                |                                                                |                                                                |                                                                |  |
|  |                                                                |                                                                |                                                                |                                                                |                                                                |   |   |                                                                      |                                                                      |                                                                      |                                                                      |                                                                      |    |   |                                                                     | 1                                                                   | Tigres UANL                                                         | 0                                                                   | 3                                                                   | 3 |  |                                                                |                                                                |                                                                |                                                                |                                                                |  |
|  |                                                                |                                                                |                                                                |                                                                |                                                                |   |   |                                                                      |                                                                      |                                                                      |                                                                      |                                                                      |    |   |                                                                     |                                                                     |                                                                     |                                                                     |                                                                     | 3 |  |                                                                |                                                                |                                                                |                                                                |                                                                |  |
|  |                                                                |                                                                | 6                                                              | Atlético Hidalgo                                               | 1                                                              | 0 | 1 |                                                                      |                                                                      |                                                                      |                                                                      |                                                                      |    |   |                                                                     |                                                                     |                                                                     |                                                                     |                                                                     |   |  |                                                                |                                                                |                                                                |                                                                |                                                                |  |
|  |                                                                |                                                                | 6                                                              | Atlético Hidalgo                                               | 1                                                              | 0 | 1 |                                                                      |                                                                      |                                                                      |                                                                      |                                                                      |    |   |                                                                     |                                                                     |                                                                     |                                                                     |                                                                     |   |  |                                                                |                                                                |                                                                |                                                                |                                                                |  |
|  |                                                                |                                                                |                                                                |                                                                |                                                                |   |   |                                                                      |                                                                      |                                                                      |                                                                      |                                                                      |    |   |                                                                     |                                                                     |                                                                     |                                                                     |                                                                     |   |  |                                                                |                                                                |                                                                |                                                                |                                                                |  |
|  |                                                                |                                                                |                                                                |                                                                |                                                                |   |   |                                                                      |                                                                      |                                                                      |                                                                      |                                                                      |    |   |                                                                     |                                                                     |                                                                     |                                                                     |                                                                     |   |  |                                                                |                                                                |                                                                |                                                                |                                                                |  |
|  |                                                                | 4                                                              | Correcaminos UAT                                               | 0                                                              | 1                                                              | 1 |   |                                                                      |                                                                      |                                                                      |                                                                      |                                                                      |    |   |                                                                     |                                                                     |                                                                     |                                                                     |                                                                     |   |  |                                                                |                                                                |                                                                |                                                                |                                                                |  |
|  |                                                                |                                                                |                                                                |                                                                |                                                                | 1 |   |                                                                      |                                                                      |                                                                      |                                                                      |                                                                      |    |   |                                                                     |                                                                     |                                                                     |                                                                     |                                                                     |   |  |                                                                |                                                                |                                                                |                                                                |                                                                |  |
|  |                                                                |                                                                | 5                                                              | RS de Zacatecas                                                | 2                                                              | 0 | 2 |                                                                      |                                                                      |                                                                      |                                                                      |                                                                      |    |   |                                                                     |                                                                     |                                                                     |                                                                     |                                                                     |   |  |                                                                |                                                                |                                                                |                                                                |                                                                |  |
|  | 5                                                              | RS de Zacatecas                                                | 5                                                              | RS de Zacatecas                                                | 2                                                              | 0 | 2 | 1                                                                    | 6                                                                    | 7                                                                    |                                                                      |                                                                      |    |   |                                                                     |                                                                     |                                                                     |                                                                     |                                                                     |   |  |                                                                |                                                                |                                                                |                                                                |                                                                |  |
|  | 5                                                              | RS de Zacatecas                                                |                                                                |                                                                |                                                                |   |   |                                                                      |                                                                      | 7                                                                    |                                                                      |                                                                      |    |   |                                                                     |                                                                     |                                                                     |                                                                     |                                                                     |   |  |                                                                |                                                                |                                                                |                                                                |                                                                |  |
|  | 10                                                             | La Piedad                                                      | 2                                                              | 0                                                              | 2                                                              |   |   |                                                                      |                                                                      |                                                                      |                                                                      |                                                                      |    |   |                                                                     |                                                                     |                                                                     |                                                                     |                                                                     |   |  |                                                                |                                                                |                                                                |                                                                |                                                                |  |
|  | 10                                                             | La Piedad                                                      | 2                                                              | 0                                                              | 2                                                              |   |   |                                                                      |                                                                      |                                                                      |                                                                      |                                                                      |    | 5 | RS de Zacatecas                                                     | 0                                                                   | 1                                                                   | 1                                                                   |                                                                     |   |  |                                                                |                                                                |                                                                |                                                                |                                                                |  |
|  |                                                                |                                                                |                                                                |                                                                |                                                                |   |   |                                                                      |                                                                      |                                                                      |                                                                      |                                                                      |    | 5 | RS de Zacatecas                                                     | 0                                                                   | 1                                                                   | 1                                                                   |                                                                     |   |  |                                                                |                                                                |                                                                |                                                                |                                                                |  |
|  |                                                                |                                                                | 6                                                              | Atlético Hidalgo                                               | 2                                                              | 5 | 7 |                                                                      |                                                                      |                                                                      |                                                                      |                                                                      |    |   |                                                                     |                                                                     |                                                                     |                                                                     |                                                                     |   |  |                                                                |                                                                |                                                                |                                                                |                                                                |  |
|  |                                                                |                                                                | 6                                                              | Atlético Hidalgo                                               | 2                                                              | 5 | 7 |                                                                      |                                                                      |                                                                      |                                                                      |                                                                      |    |   |                                                                     |                                                                     |                                                                     |                                                                     |                                                                     |   |  |                                                                |                                                                |                                                                |                                                                |                                                                |  |
|  |                                                                |                                                                |                                                                |                                                                |                                                                |   |   |                                                                      |                                                                      |                                                                      |                                                                      |                                                                      |    |   |                                                                     |                                                                     |                                                                     |                                                                     |                                                                     |   |  |                                                                |                                                                |                                                                |                                                                |                                                                |  |
|  |                                                                |                                                                |                                                                |                                                                |                                                                |   |   |                                                                      |                                                                      |                                                                      |                                                                      |                                                                      |    |   |                                                                     |                                                                     |                                                                     |                                                                     |                                                                     |   |  |                                                                |                                                                |                                                                |                                                                |                                                                |  |
|  |                                                                | 3                                                              | Marte                                                          | 0                                                              | 0                                                              | 0 |   |                                                                      |                                                                      |                                                                      |                                                                      |                                                                      |    |   |                                                                     |                                                                     |                                                                     |                                                                     |                                                                     |   |  |                                                                |                                                                |                                                                |                                                                |                                                                |  |
|  |                                                                |                                                                |                                                                |                                                                |                                                                | 0 |   |                                                                      |                                                                      |                                                                      |                                                                      |                                                                      |    |   |                                                                     |                                                                     |                                                                     |                                                                     |                                                                     |   |  |                                                                |                                                                |                                                                |                                                                |                                                                |  |
|  |                                                                |                                                                | 6                                                              | Atlético Hidalgo                                               | 0                                                              | 1 | 1 |                                                                      |                                                                      |                                                                      |                                                                      |                                                                      |    |   |                                                                     |                                                                     |                                                                     |                                                                     |                                                                     |   |  |                                                                |                                                                |                                                                |                                                                |                                                                |  |
|  |                                                                |                                                                | 6                                                              | Atlético Hidalgo                                               | 0                                                              | 1 | 1 |                                                                      |                                                                      |                                                                      |                                                                      |                                                                      |    |   |                                                                     |                                                                     |                                                                     |                                                                     |                                                                     |   |  |                                                                |                                                                |                                                                |                                                                |                                                                |  |
|  |                                                                |                                                                |                                                                |                                                                |                                                                |   |   |                                                                      |                                                                      |                                                                      |                                                                      |                                                                      |    |   |                                                                     |                                                                     |                                                                     |                                                                     |                                                                     |   |  |                                                                |                                                                |                                                                |                                                                |                                                                |  |
|  |                                                                |                                                                |                                                                |                                                                |                                                                |   |   |                                                                      |                                                                      |                                                                      |                                                                      |                                                                      |    |   |                                                                     |                                                                     |                                                                     |                                                                     |                                                                     |   |  |                                                                |                                                                |                                                                |                                                                |                                                                |  |
|  |                                                                |                                                                |                                                                |                                                                |                                                                |   |   |                                                                      |                                                                      |                                                                      |                                                                      |                                                                      |    |   |                                                                     |                                                                     |                                                                     |                                                                     |                                                                     |   |  |                                                                |                                                                |                                                                |                                                                |                                                                |  |
|  |                                                                |                                                                |                                                                |                                                                |                                                                |   |   |                                                                      |                                                                      |                                                                      |                                                                      |                                                                      |    |   |                                                                     |                                                                     |                                                                     |                                                                     |                                                                     |   |  |                                                                |                                                                |                                                                |                                                                |                                                                |  |

- (*) Avanza por su posición en la tabla general.

| Campeón Invierno 1996 |
| --------------------- |
|                       |
| Tigres (1° título)    |

### Cuartos de final
| 3 de diciembre de 1996, 15:00 | Saltillo                 | 1-1 | Tigres             | Francisco I Madero, Saltillo, Coahuila |  |
|                               | Julio Cesar Carrasco 29' |     | Arnulfo Tinoco 26' |                                        |  |

| 7 de diciembre de 1996, 17:00                                         | Tigres           | 1-1 | Saltillo          | Universitario, San Nicolás de los Garza, Nuevo León |                                 |
|                                                                       | Marcos Ayala 63' |     | Edson Zwaricz 26' | Asistencia: 40,000 espectadores                     | Asistencia: 40,000 espectadores |
| Tigres avanzo a semifinales por su mejor posición en la tabla general |                  |     |                   |                                                     |                                 |

| 3 de diciembre de 1996, 21:00 | Tampico Madero                                             | 3-1 | Irapuato               | Estadio Tamaulipas, Tampico-Ciudad Madero, Tamaulipas |  |
|                               | Humberto Roon 6' · Gabriel Mora 68' · Porfirio Jiménez 87' |     | Jorge Salas 48' (Pen.) |                                                       |  |

| 7 de diciembre de 1996, 20:30       | Irapuato | 0-0 | Tampico Madero | Sergio León Chávez, Irapuato, Guanajuato |  |
| Tampico avanzó a Semifinales (3-1). |          |     |                |                                          |  |

| 4 de diciembre de 1996, 20:30 | Atlético Hidalgo | 0-0 | Marte Morelos | Hidalgo, Pachuca |  |

| 8 de diciembre de 1996, 12:00         | Marte Morelos       | 0-1 | Atlético Hidalgo | Mariano Matamoros, Xochitepec, Morelos |  |
|                                       | Julio Jaramillo 32' |     |                  |                                        |  |
| A. Hidalgo avanzó a Semifinales (1-0) |                     |     |                  |                                        |  |

| 4 de diciembre de 1996, 20:30 | RS Zacatecas                  | 2-0 | Correcaminos | Francisco Villa, Zacatecas, Zacatecas |  |
|                               | Zandoná 23' · Carlos Vega 51' |     |              |                                       |  |

| 8 de diciembre de 1996, 15:30                         | Correcaminos        | 1-0 | RS Zacatecas | Marte R. Gómez, Ciudad Victoria, Tamaulipas |  |
|                                                       | Pablo Rodríguez 21' |     |              |                                             |  |
| Real Sociedad de Zacatecas avanzó a Semifinales (2-1) |                     |     |              |                                             |  |

### Semifinales
| 11 de diciembre de 1996, 15:30 | Tampico Madero        | 1-2 | Tigres                                | Estadio Tamaulipas, Tampico-Ciudad Madero, Tamaulipas |  |
|                                | Gerardo Fernández 88' |     | Nílson Esidio 34' · Claudio Núñez 75' |                                                       |  |

| 15 de diciembre de 1996, 16:00 | Tigres | 8-0 | Tampico Madero | Universitario, San Nicolás de los Garza, Nuevo León |  |
| | Francisco Javier Gómez 9' · Claudio Núñez 45' · Pánfilo Escobar 51' (a.g) · Marco Antonio Ruiz 57' · Nílson Esidio 70' · Francisco Javier Cruz 80', 87', 89' |     |                |                                                     |  |
| Gerardo Fernández de Tampico falló un penal al 84'. Tigres avanzó a la Final (10-1) Récord de la Primera División A, como mayor marcador en liguilla | |     |                |                                                     |  |

| 12 de diciembre de 1996, 20:30 | Atlético Hidalgo                          | 2-0 | RS Zacatecas | Estadio Hidalgo, Pachuca |  |
|                                | Jorge Uribe 69' · Adrián Mahia 76' (Pen.) |     |              |                          |  |

| 15 de diciembre de 1996, 16:00     | RS Zacatecas      | 1-5 | Atlético Hidalgo                                              | Francisco Villa, Zacatecas, Estado de Zacatecas |  |
|                                    | German Osorio 73' |     | Cesar Gómez 8', 41', 71' · Manuel Ríos 83' · Adrián Mahia 89' |                                                 |  |
| A. Hidalgo avanzó a la Final (1-7) |                   |     |                                                               |                                                 |  |

### Final
| 18 de diciembre de 1996, 20:30 | Atlético Hidalgo | 1:0 | Tigres | Estadio Hidalgo, Pachuca                                   |                                                            |
|                                | Cesar Gómez 55'  |     |        | Asistencia: 20,000 espectadores Árbitro(s): Eduardo Brizio | Asistencia: 20,000 espectadores Árbitro(s): Eduardo Brizio |

| 21 de diciembre de 1996, 17:00 | Tigres                                                            | 3-0     | Atlético Hidalgo | Universitario, San Nicolás de los Garza, Nuevo León           |                                                               |
|                                | Gabriel Mendoza 7' · Claudio Núñez 45' · Nílson Esidio 47' (Pen.) | Reporte |                  | Asistencia: 42,000 espectadores Árbitro(s): Armando Archundia | Asistencia: 42,000 espectadores Árbitro(s): Armando Archundia |
| Tigres campeón de Invierno     |                                                                   |         |                  |                                                               |                                                               |

| Predecesor: 1995-1996 | Temporadas de la Primera División de México Invierno 1996 | Sucesor: Verano 1997 |

- Datos: Q6464615